# Little Caprice
Little Caprice (ur. 26 października 1988 w Brnie) – czeska modelka i aktorka pornograficzna.

## Życiorys

### Wczesne lata
Urodziła się i dorastała w Brnie ze swoją siostrą bliźniaczką Lucie Sztroblową i młodszym bratem. Studiowała na wydziale żywienia. Po ukończeniu studiów, zaczęła pracować w hotelarstwie w branży żywności i napojów.

### Kariera
W 2008 roku rozpoczęła karierę w branży erotycznej, gdy pojawiła się na stronach TeenHarbour.com. Osiągnęła stosunkowo wysoką popularność, więc mogła założyć własną stronę internetową, która zawiera płatne materiały dla dorosłych. W 2010 opuściła Teenharbour z powodu braku porozumienia.
W 2011 podjęła pracę jako modelka i przejęła pełną kontrolę nad swoją stroną internetową. W tym samym przeszła komplikacje medyczne z powodu niewydolności nerek.
Jej zdjęcia trafiły do takich czasopism jak: „Playboy” (edycja amerykańska), „Hustler” (edycja amerykańska), „Penthouse” (edycja amerykańska, włoska, holenderska, niemiecka i hiszpańska), a także „Furore”, „Normal” i „NIF”.
Brała udział w produkcjach: Metart, Sexart, Watch4beauty, Hegre-art, WowGirls, Marc Dorcel, MET Art, Woodman, DDF, Private, Czech AV, Hustler, House of Taboo, Twistys Treat, Eurossphotography, Little Caprice-Dreams, X-Art, Femjoy, Joymii, Nubiles i Club Seventeen.
12 marca 2010 w Paryżu wzięła udział w serii Casting X Pierre’a Woodmana.
W lipcu 2013 została wybrana „Najlepszą dziewczyną miesiąca” Twisty Treat.
W 2016 była nominowana do AVN Award w dwóch kategoriach: „Najlepsza strona internetowa” i „Najlepsza scena chłopak/dziewczyna” z Marcello Bravo w filmie In Love with Little Caprice (2015).
Wystąpiła w teledysku Pawbeatsa „Insomnia” (2018).
W 2018 w Berlinie otrzymała XBIZ Europa Award w kategorii „Najlepsza scena seksu - Glamcore” z Marcello Bravo w filmie Gaping for My Husband's Boss (2017).
We wrześniu 2018 zajęła dziesiąte miejsce w rankingu „31 gwiazd porno” (31 pornstars), ogłoszonym przez hiszpański portal 20minutos.es.

## Życie prywatne
W 2012 na Venus Berlin Expo w Niemczech poznała austriackiego aktora porno Marcello Bravo. Pobrali się w 2016 w Las Vegas. Wystąpili też razem w wielu produkcjach, w tym Colette Erotic Stretching and Sex (2012), Grow Up With Me (2013), Vixen.com A Long Time Coming (2018) z Aną Foxxx i Jasonem Brownem czy Tushy Anal Beauty 10 (2018).

## Nagrody
| Rok  | Nagroda                                             | Kategoria                                                     | Film                                            | Inni wykonawcy                                   |
| ---- | --------------------------------------------------- | ------------------------------------------------------------- | ----------------------------------------------- | ------------------------------------------------ |
| 2013 | Twistys Treat                                       | Najlepsza dziewczyna                                          | –                                               | Julia                                            |
| 2018 | Venus Award                                         | Najlepsza międzynarodowa aktorka                              | –                                               | –                                                |
| 2018 | XBIZ Europa Award                                   | Najlepsza scena seksu - Glamcore                              | Gaping for My Husband’s Boss (2017)             | Marcello Bravo                                   |
| 2019 | Venus Award                                         | Najlepsza międzynarodowa aktorka                              | –                                               | –                                                |
| 2019 | Athens Erotic Art (Ateny)                           | Najlepsza aktorka Unii Europejskiej                           | –                                               | –                                                |
| 2019 | Athens Erotic Art (Ateny)                           | Najlepsza witryna członkowska                                 | –                                               | –                                                |
| 2020 | AVN Award                                           | Wykonawczyni zagraniczna roku                                 | –                                               | –                                                |
| 2021 | AVN Award                                           | Najlepsza zagraniczna scena seksu samych dziewczyn            | Tender Kiss Little Caprice & Liya Silver (2020) | Liya Silver                                      |
| 2021 | XBIZ Europa Award                                   | Wykonawca witryny roku LittleCaprice-Dreams.com               | –                                               | –                                                |
| 2022 | AVN Award                                           | Międzynarodowa wykonawczyni roku                              | –                                               | –                                                |
| 2022 | AVN Award                                           | Najlepsza międzynarodowa scena seksu lesbijskiego             | Caprice Divas Luscious (2021)                   | Lottie Magne                                     |
| 2022 | AVN Award                                           | Najlepsza międzynarodowa scena seksu grupowego                | Better Together, Vibes 4 (2021)                 | Emily Willis, Apolonia Lapiedra i Alberto Blanco |
| 2022 | XBIZ Europa Award                                   | Wykonawczyni/Reżyser witryny roku LittleCaprice-Dreams.com    | –                                               | –                                                |
| 2023 | AVN Award                                           | Najlepsza międzynarodowa scena seksu z udziałem kobiet        | Wonder Women (2022)                             | Agatha Vega                                      |
| 2023 | AVN Award                                           | Międzynarodowa wykonawczyni roku                              | –                                               | –                                                |
| 2024 | AVN Award                                           | Najlepsza międzynarodowa scena seksu wszystkich dziewcząt     | Dollhouse 2 (2023)                              | Eva Elfie                                        |
| 2024 | AVN Award                                           | Najlepsza międzynarodowa scena seksu grupowego                | Newly Engaged Swingers (2023)                   | Rika Fane, Stanley Johnson i Marcello Bravo      |
| 2024 | Czeska nagroda erotyczna (Erotický veletrh Erofest) | Najlepsza wykonawczyni czeska 2023                            | –                                               | –                                                |
| 2024 | XBIZ Europa Award                                   | Strona roku dla wykonawców/reżyserów LittleCaprice-Dreams.com | –                                               | –                                                |